# Jean Duvieusart
Jean Duvieusart (Les Bons Villers, 10 de abril de 1900 — 11 de outubro de 1977) foi um político da Bélgica. Ocupou o lugar de primeiro-ministro da Bélgica (ou Ministro-Presidente) de 8 de junho de 1950 a 15 de agosto de 1950 e de presidente do parlamento europeu de 21 de março de 1964 a 24 de setembro de 1964. 

## Carreira política
Jean Duvieusart tornou-se membro da Câmara dos Deputados em 1944, servindo até 1949, quando se tornou membro do Senado.
Duvieusart foi ministro de Assuntos Econômicos (1947-1950 e 1952-1954).
Em 1950, ele serviu por dois meses como 36º primeiro-ministro da Bélgica, mas renunciou após a abdicação do rei Leopoldo III.
Foi presidente do Parlamento Europeu (1964–1965).
Ele deixou o PSC em 1965 e tornou-se presidente do Rassemblement wallon e da Front Démocratique des Bruxellois Francophones (FDF) (1968–1972).